# Děd
Der Děd ist ein Berg in Tschechien. Er liegt drei Kilometer westlich des Stadtzentrums von Beroun und ist Teil der Křivoklátská vrchovina. Auf seinem Gipfel befindet sich seit 1893 ein steinerner Aussichtsturm. Es war der erste Aussichtsturm des Klubs českých turistů - KČT (Club tschechischer Touristen), der erst 5 Jahre früher gegründet worden war. Sein Name bedeutet „Großvater“, „Greis“ oder „Alter“(Mann).

## Lage und Umgebung
Der bewaldete Höhenzug des Děd wird im Norden und Osten von der Berounka, im Süden von der Litavka und dem Dibeřský potok umflossen. Weitere Erhebungen des sich von Südwesten nach Nordost erstreckenden Höhenzuges sind nordöstlich die Brdatka (377 m) und westlich der Lísek (483 m).
Am Nordhang des Děd liegen Stradonice und Zdejcina, nordöstlich die Einschichten Drábov und Brdatka, im Osten die Stadt Beroun, südöstlich die Pilsener Vorstadt (Plzeňské předměstí), im Süden Na Vinici, Pod Vinicí, Na Morákově, Králův Dvůr und Zahořany, südwestlich Trubín und Trubská, im Westen Lísek und Hudlice sowie nordwestlich Na Lísku, Otročiněves und Lísa.
In der Einschicht U Studánky am östlichen Fuße des Berges befindet sich an einer heilkräftigen Quelle die aus dem 18. Jahrhundert stammende Kapelle der Schmerzhaften Jungfrau Maria.

## Geologie
Der Děd ist vor allem aus Grauwackenschiefer mit einzelnen Eisenerzlagern aufgebaut. An seinem nördlichen und westlichen Fuße erstreckt sich die isolierte Steinkohlenformation von Zdejcina und Stradonice, deren kleine Kohle nur für Kalk- und Oleumbrennereien brauchbar war.

## Aussichtsturm

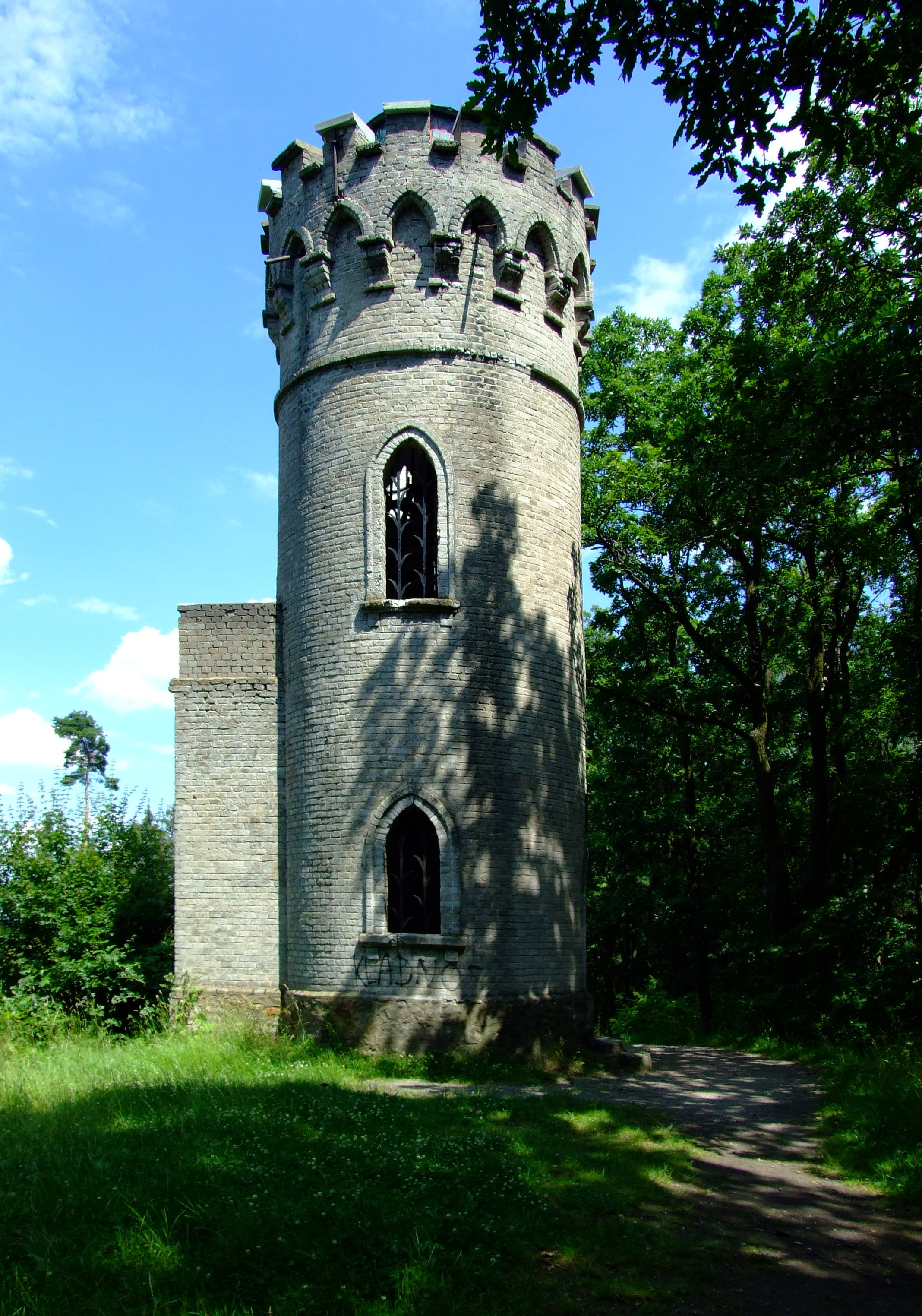
Aussichtsturm

Das zwölf Meter hohe Bauwerk war der erste durch den Klub českých turistů errichtete Aussichtsturm. Im Jahre 1891 beschloss der Klub den Bau des Turmes als Endpunkt eines markierten Wanderweges von Beroin auf den Berg. Am 1. Mai 1893 wurde der Grundstein für den Turm gelegt. Das vom Baumeister Duda aus 25.000 weißen Königshofer Ziegeln errichtete Bauwerk wurde nach knapp fünfmonatiger Bauzeit am 17. September 1893 eröffnet. Die Baukosten beliefen sich auf 3000 Gulden, zu deren Deckung der Klub Kredite aufnehmen musste. Der Turm, von dem sich eine Fernsicht bis zum Říp und Milešovka, in außergewöhnlichen Fällen sogar bis zu den Alpen bot, entwickelte sich bald zu einem touristischen Anziehungspunkt. Da er jedoch zunehmend durch Vandalismus beschädigt wurde, wurde er 1914 abgeschlossen und die Besucher mussten sich den Schlüssel im nahegelegenen Hegerhaus ausleihen; zudem setzte der KČT eine Belohnung für die Ergreifung der Täter aus. Im 20. Jahrhundert wurde der kahle Gipfel des Děd wieder bewaldet, dadurch wurde die Aussicht zunehmend eingeschränkt. Der Turm wurde 1954 zusammen mit dem meisten Besitz des KČT verstaatlicht und an den Staatsbetrieb für Touristik übertragen. Im Jahre 1957 wurde die Rechtsträgerschaft an den neu gebildeten  Československý svaz tělesné výchovy a sportu übergeben. In den 1990er beantragte der KČT erfolglos die Restitution des Turmes; es stellte sich heraus, dass der KČT versäumt hatte, den Turm nach seiner Errichtung ins Grundbuch eintragen zu lassen. Da der Turm inzwischen überhaupt keine Aussicht mehr bot, ließ die Forstamt im Jahre 2001 nördlich des Turmes eine schmale Schneise hauen. Im Jahre 2010 fasste der Stadtrat von Beroun den Beschluss zur Übernahme des Turmes aus dem Staatsbesitz, um die erforderlichen Instandsetzungsarbeiten durchzuführen.
Auf die Aussichtsplattform führen 23 Steinstufen von Eingang sowie 23 Eisenstufen im Turminnern. Heute ist der ganzjährig zugängliche Turm von hohen Baumwipfeln überwachsen, lediglich eine schmale Schneise gewährt noch Aussicht in Richtung Kladno. Am Turm befindet sich eine Gedenktafel für den ersten Aussichtsturmbau des KČT.